# Titus Veturius Geminus Cicurinus (consul en -462)
Pour les articles homonymes, voir Veturius Cicurinus.
Titus Veturius Geminus Cicurinus est un homme politique romain du Ve siècle av. J.-C., consul en 462 av. J.-C. et peut-être decemvir en 451 av. J.-C.

## Famille
Il est membre des Veturii Cicurini, branche patricienne de la gens Veturia. Il est le fils de Titus Veturius Geminus Cicurinus, consul en 494 av. J.-C.

## Biographie

### Consulat (462)
En 462 av. J.-C., il devient consul avec Lucius Lucretius Tricipitinus. Les Romains se remettent d'une sévère épidémie qui a sévi l’année précédente et a emporté les deux consuls Publius Servilius Priscus et Lucius Aebutius Helva, les augures Titus Verginius Tricostus Rutilus et Manius Valerius Volusus Maximus et le Curio Maximus Servius Sulpicius Camerinus Cornutus. Avant la fin de l'année consulaire, une série d'interrex est nommée afin d'organiser de nouvelles élections. Celles-ci sont menées à terme par l'interrex Publius Valerius Publicola en 462 av. J.-C.

#### Guerre contre les Èques et les Volsques
Les Èques et les Volsques tentent de profiter des conséquences de l'épidémie et attaquent les territoires romain et hernique. Geminus met facilement en fuite les Volsques tandis que Lucius Lucretius inflige une sévère défaite aux pillards, récupérant le butin qu'ils ont amassé sur le territoire romain. Pour ces victoires, Lucius Lucretius obtient l'honneur de célébrer un triomphe et Geminus celui d'entrer dans Rome en ovation,,.

#### Larogatio Terentilia
Alors que les consuls sont absents de Rome, menant leurs armées en campagne contre les Èques et les Volsques, Caius Terentilius Harsa, tribun de la plèbe, propose de voter une loi prévoyant la création d'une commission spéciale chargée de réguler le pouvoir consulaire,. Quintus Fabius Vibulanus, nommé Praefectus Urbi en l'absence des consuls, s'oppose à ce projet de loi et parvient à en différer le vote jusqu'au retour des consuls.

### Décemvirat (451)
En 451 av. J.-C., il est possible qu'il ait fait partie de la première commission des décemvirs qui rédigent les premières lois écrites de Rome, la Loi des Douze Tables, et qui gouvernent pendant un an avec modération selon la tradition,,. Mais son identification au décemvir n'est pas certaine, les auteurs antiques ne s'accordant pas sur son nom. Les Fastes capitolins et Diodore de Sicile donnent le praenomen de Spurius, Tite-Live celui de Lucius et Denys d'Halicarnasse, celui de Titus. Si les décemvirs sont tous consulaires, seuls Titus Veturius Geminus Cicurinus et Caius Veturius Cicurinus peuvent correspondre bien que leurs filiations, données par les Fastes capitolins, ne correspondent pas.

### Auteurs antiques
- Tite-Live, Histoire romaine, Livre III, 8-10/33 sur le site de l'Université de Louvain
- Diodore de Sicile, Histoire universelle, Livre XII, 9 sur le site de Philippe Remacle
- (en) Denys d'Halicarnasse, Antiquités romaines, Livre IX, 50-71 et Livre IX, 50-60 sur le site LacusCurtius

### Auteurs modernes
- (en) T. Robert S. Broughton, The Magistrates of the Roman Republic : Volume I, 509 B.C. - 100 B.C., New York, The American Philological Association, coll. « Philological Monographs, number XV, volume I », 1951, 578 p.
- (fr) Dominique Briquel, « La nuit du Ve siècle », dans François Hinard (dir.), Histoire romaine. Tome I, Des origines à Auguste, 2000, 1080 p. (ISBN 978-2-213-03194-1), p. 163-202